# Judy Kaye
Judy Kaye (Phoenix, 11 ottobre 1948) è un'attrice, soprano e doppiatrice statunitense nota soprattutto per il suo lavoro nel teatro musicale di Broadway, per cui ha vinto due Tony Award alla miglior attrice non protagonista in un musical.

## Carriera
Il suo lavoro a Broadway abbraccia cinque decenni, dal suo debutto negli anni 70 nella prima produzione di Grease, dove interpretava Rizzo accanto a John Travolta. Il successo arriva nel 1979 quando deve sostituire improvvisamente Madeline Kahn in On The Twentieth Century. Nel 1988 interpreta Carlotta Giudicelli nella produzione originale di Broadway del musical di Andrew Lloyd Webber The Phantom of the Opera, per cui vince il primo Tony Award alla miglior attrice non protagonista in un musical.
Al successo del Phantom seguono negli anni successivi quelli di La vedova allegra (New Jersey, 1991), Annie Get Your Gun (New Jersey, 1992), L'opera da tre soldi (Santa Fe, 1993), Follies (Tour, 1995), Ragtime (Toronto, Broadway, 1997), Carousel (Los Angeles, 2000), Gypsy (Atlanta, 2001), Mamma Mia! (Broadway, 2001; per questa produzione viene nuovamente nominata al Tony per la migliore attrice non protagonista), Candide (New York 2005).
Nel 2006 sostituisce Patti LuPone per due settimane nella produzione newyorchese di Sweeney Todd, ricoprendo per la prima volta a Broadway il ruolo di Mrs. Lovett, una parte che aveva già interpretato alla Michigan Opera House nel 1984, alla Paper Mill Playhouse nel 1992, a Londra nel 2000 e poi ancora nel tour statunitense del 2007.
Nel 2006 riceve la sua prima nomination al Tony Award alla miglior attrice protagonista in uno spettacolo per la sua performance nel ruolo di Florence Foster Jenkins nella commedia Souvenir. Nel 2012 recita e canta nel musical di George ed Ira Gershwin Nice Work If You Can Get It, per cui vince il secondo Tony Award alla miglior attrice non protagonista in un musical e il primo Drama Desk Award.
Nel 2014 interpreta Miss Poitrine nel musical Little Me (tratto dall'omonimo romanzo di Patrick Dennis), Matilda B. Cartwright in un concerto di Guys and dolls e la Fata Madrina nel musical di Cenerentola di Rodgers e Hammerstein. Nel 2015 recita nel panni di Dolly Tate in una versione concertale di Annie get your gun in scena a New York con Megan Hilty e Ron Raines. Nel 2016 interpreta Madame Morrible nel musical Wicked a Broadway. Nel marzo 2017 debutta a Toronto in un adattamento musicale del film Madame Sousatzka, con un cast che comprende le veterane di Broadway Victoria Clark e Montego Glover. Dopo essersi unita brevemente al tour statunitense di Wicked, sostituisce Mary Beth Peil nel ruolo di Dagmar di Danimarca in Anastasia a Broadway, dove ritorna nel 2020 per interpretare Elisabetta II del Regno Unito in un musical su Diana Spencer.

## Filmografia

### Cinema
- Dimmi quello che vuoi (Just Tell Me What You Want), regia di Sidney Lumet (1980)
- The Producers - Una gaia commedia neonazista (The Producers), regia di Susan Stroman (2005)
- Diana, regia di Christopher Ashley (2021)

### Televisione
- Kojak - serie TV, 1 episodio (1975)
- Law & Order - I due volti della giustizia (Law & Order) - serie TV, 3 episodi (1999-2004)

### Doppiatrice
- Il gobbo di Notre Dame (The Hunchback of Notre Dame) (1996)
- La bella e la bestia: Un magico Natale (Beauty and the Beast - The Enchanted Christmas) (1997)
- Leone il cane fifone (Courage the Cowardly Dog) (2002)

## Teatrografia
- Melodyland, Anaheim (1967)
- You're a Good Man Charlie Brown, Ivar Theatre di Los Angeles (1968)
- I Do! I Do! Music Hall at Fair Park di Dallas (1970)
- Grease, tour statunitense (1972)
- Jesus Christ Superstar, tour statunitense (1972)
- Fiddler on the Roof, Los Angeles Civic Light Opera di Los Angeles (1974)
- The Amazing Flight of the Gooney Bird, Los Angeles Center di Los Angeles (1975)
- Jesus Christ Superstar, Casa Mañana di Fort Worth (1976)
- Jesus Christ Superstar, Paper Mill Playhouse (1977)
- Grease, Majestic Theatre di Broadway (1977)
- On the Twentieth Century, St James Theatre di Broadway (1978)
- On the Twentieth Century, tour statunitense (1979)
- Carousel, Coachlight Dinner Theater di Nanuet (1980)
- The Moony Shapiro Songbook, Morosco Theatre di Broadway (1981)
- Oh, Brother! ANTA Playhouse di New York (1981)
- Eileen, Town Hall di New York (1981)
- A Stephen Sondheim Evening, Sotheby Parke Bernet di New York (1983)
- Can Can, MUNY di St Louis (1983)
- Sweethearts, Town Hall di New York (1983)
- The Sound of Music, Cincinnati Opera di Cincinnati (1983)
- Man of La Mancha, Chautauqua Opera di Chautauqua (1983)
- Love, Audrey Wood Theatre di New York (1984)
- Sweeney Todd, Michigan Opera Theatre di Detroit (1984)
- Side By Side By Sondheim, Paper Mill Playhouse di Millburn (1985)
- Oh, Lady! Lady! Carnegie Hall di New York (1985)
- Leave It to Jane, Town Hall di New York (1985)
- Sweet Adeline, Town Hall di New York (1985)
- Windy City, Paper Mill Playhouse di Millburn (1985)
- Orfeo all'inferno, Santa Fe Opera di Santa Fe (1985)
- Berlin to Broadway with Kurt Weill, Coconut Grove Playhouse di Miami (1986)
- No, No, Nanette, Carnegie Hall di New York (1986)
- Going Hollywood, Paper Mill Playhouse di Millburn (1986)
- The City Chap, Biblioteca del Congresso di Washington (1986)
- She's a Good Fellow, Biblioteca del Congresso di Washington (1986)
- On the Twentieth Century, tour statunitense (1986)
- Annie Get Your Gun, Paper Mill Playhouse di Millburn (1987)
- Magdalena, Lincoln Center di New York (1987)
- The Phantom of the Opera, Majestic Theatre di New York (1988)
- Trouble in Tahiti, Carnegie Hall di New York (1989)
- The Pajama Game, New York City Opera di New York (1989)
- Babes in Arms, Avery Fisher Hall di New York (1989)
- The Anastasia Project, Merrimack Theatre di Lowell (1989)
- The Cat and the Fiddle, Carnegie Hall di New York (1990)
- La vedova allegra, Paper Mill Playhouse di Millburn (1990)
- La bohème, Santa Fe Opera di Santa Fe (1990)
- Trouble in Tahiti, Lincoln Center di New York (1991)
- I Do! I Do!, MUNY di St Louis (1991)
- What About Luv? Church of the Heavenly Rest di New York (1991)
- L'opera del mendicante, Santa Fe Opera di Santa Fe (1991)
- Sweeney Todd, Paper Mill Playhouse di Millburn (1992)
- Gay Divoce, Carnegie Hall di New York (1993)
- Cather County, Playwrights Horizons di New York (1993)
- Follies, tour statunitense (1995)
- On the Town, Alice Tully Hall di New York (1996)
- Brigadoon, New York City Opera di New York (1996)
- The Man Who Came to Dinner, Connecticut Repertory Theatre di Mansfield (1996)
- You Can't Take It with You, Connecticut Repertory Theatre di Mansfield (1996)
- Ragtime, Shubert Theatre di Los Angeles (1997)
- Ragtime, Ford Center for the Performing Arts di New York (1998)
- Sweeney Todd, Royal Festival Hall di Londra (2000)
- Carousel, Hollywood Bowl di Los Angeles (2000)
- Gypsy, 5th Avenue Theatre di Seattle (2001)
- Mamma Mia! Winter Garden Theatre di Broadway (2001)
- Carousel, Carnegie Hall di New York (2002)
- Souvenir, Theater at St. Peter's Church di New York (2004)
- Candide, New York City Opera (2005)
- Souvenir, Lyceum Theatre di Broadway (2005)
- Zorba, City Center Encores! di New York (2006)
- Sweeney Todd, Eugene O'Neill Theatre di Broadway (2006)
- Face the Music, City Center Encores! di New York (2007)
- Sweeney Todd, tour statunitense (2007)
- Souvenir, American Conservatory Theatre di San Francisco (2009)
- Paradise Found, Menier Chocolate Factory di Londra (2010)
- Lost in Yonkers, The Old Globe di San Diego (2010)
- Bells Are Ringing, City Center Encores! di New York (2010)
- Bon Appétit!, Tsai Performance Center di Boston (2010)
- Tales of the City, American Conservatory Theatre di San Francisco (2011)
- Saving Aimee, 5th Avenue Theatre di Seattle (2011)
- Lost in Yonkers, Arizona Theatre Company di Phoenix (2011)
- Nice Work If You Can Get It, Imperial Theatre di Broadway (2012)
- Song of Norway, Carnegie Hall di New York (2013)
- Six Wives, Theatre at St. Peter's Church di New York (2013)
- Little Me, City Center Encores! di New York (2014)
- Smiling, the Boy Fell Dead, York Theatre di New York (2014)
- Cinderella, Broadway Theatre di Broadway (2014)
- Guys and Dolls, Carnegie Hall di New York (2015)
- Annie Get Your Gun, City Center Encores! di New York (2015)
- Wicked, Gershwin Theatre di Broadway (2016)
- Sousatzka, Elgin Theatre di Toronto (2017)
- Wicked, tour statunitense (2017)
- Anastasia, Imperial Theatre di Broadway (2018)
- Diana, Paper Mill Playhouse di Millburn (2019)
- Diana, Longacre Theatre di Broadway (2020)
- Wicked, Gershwin Theatre di Broadway (2022)

## Riconoscimenti
- Tony Award
  - 1988 – Miglior attrice non protagonista in un musical per The Phantom of the Opera
  - 2002 – Candidatura per la miglior attrice non protagonista in un musical per Mamma Mia!
  - 2005 – Candidatura per la miglior attrice protagonista in un'opera teatrale per Souvenir
  - 2012 – Miglior attrice non protagonista in un musical per Nice Work if You Can Get It

- Drama Desk Award
  - 1978 – Candidatura per la miglior attrice in un musical per On the Twentieth Century
  - 1988 – Candidatura per la miglior attrice non protagonista in un musical per The Phantom of the Opera
  - 2002 – Candidatura per la miglior attrice non protagonista in un musical per Mamma Mia!
  - 2005 – Candidatura per la miglior attrice in un'opera teatrale per Souvenir
  - 2012 – Miglior attrice non protagonista in un musical per Nice Work if You Can Get It
- Outer Critics Circle Award
  - 2012 – Miglior attrice non protagonista in un musical per Nice Work if You Can Get It
- Theatre World Award
  - 1978 – Miglior esordiente per On the Twentieth Century